# Богдан Киселевич
Богдан Александрович Киселевич (рус. Богдан Александрович Киселевич — Череповец, 14. фебруар 1990) професионални је руски хокејаш на леду који игра на позицијама одбрамбеног играча.
Члан је сениорске репрезентације Русије за коју је на међународној сцени дебитовао на светском првенству 2017. године. 
Играчку каријеру започео је још као петнаестогодишњи тинејџер у редовима екипе Северстаљ из свог родног града Череповца. У мају 2014. прелази у редове московског ЦСКА.